# Tilt (Tjost)
Der Tilt wurde im Mittelalter beim Tjost (ritterlicher Reitwettstreit) benutzt. Beim Tjosten ritten die Kontrahenten mit nach vorne gerichteten Lanzen aufeinander zu mit dem Ziel, den Gegner durch einen gut platzierten Treffer aus dem Sattel zu heben. 
Der Tilt war eine Art Schranke, die die beiden Kontrahenten voneinander trennte und somit verhinderte, dass der aus dem Sattel geworfene Ritter vom gegnerischen Pferd niedergeritten wurde.
Der Tilt ist übernommen vom englischen Verb und Substantivierung „tilt“ für Lanzenreiten, das wiederum aus dem Isländischen „tölt“ für Reiten entlehnt ist, das auch als Grundlage des Begriffs Tölt dient, einer besonderen Gangart beim Pferd.